# Peter Kotte
Peter Kotte (Thiendorf, 8 dicembre 1954) è un ex calciatore tedesco orientale dal 1990 tedesco, di ruolo attaccante.